# Walk This Way
Walk This Way is een nummer van de Amerikaanse hardrockgroep Aerosmith. Het werd geschreven door Steven Tyler en Joe Perry. In 1975 werd het nummer uitgebracht voor hun album Toys in the Attic. Het nummer kwam op nummer 10 in de Billboard Hot 100 in het begin van 1977, als een van meerdere succesvolle hits van de band.

## Versie van Run-D.M.C.
In 1986 nam hiphopband Run-D.M.C. een cover op, waaraan Steven Tyler en Joe Perry meewerkten. Het was een van de eerste grote commerciële hits waarin rap een vooraanstaande rol speelde. Deze versie bereikte in thuisland de Verenigde Staten de vierde positie in de Billboard Hot 100 en in het Verenigd Koninkrijk de 8e positie in de UK Singles Chart.
In Nederland was de plaat op donderdag 28 augustus 1986 TROS Paradeplaat op Radio 3 en werd mede hierdoor een gigantische hit. De plaat bereikte de 2e positie in zowel de Nederlandse Top 40 als de Nationale Hitparade. 
In België bereikte de plaat de 6e positie in de Vlaamse Ultratop 50 en de 5e positie in de Vlaamse Radio 2 Top 30.
Deze versie van de plaat werd uitgegeven op Run-D.M.C.'s album Raising Hell uit 1986.
In 1988 werden in 13 weken tijd meer dan 1 miljoen exemplaren van de single verkocht.

### NPO Radio 2 Top 2000
| Nummer met noteringen in de NPO Radio 2 Top 2000 | '14  | '15  | '16  | '17  | '18  | '19  | '20  | '21  | '22  | '23  | '24  |
| ------------------------------------------------ | ---- | ---- | ---- | ---- | ---- | ---- | ---- | ---- | ---- | ---- | ---- |
| Walk This Way                                    | 1760 | 1805 | 1910 | 1641 | 1281 | 1444 | 1371 | 1524 | 1756 | 1722 | 1879 |

1. ↑  Een vetgedrukt getal geeft de hoogste notering aan.
2. ↑  2014 was het eerste jaar met een notering voor dit nummer.

## Versie van Girls Aloud en de Sugababes
Girls Aloud en de Sugababes kwamen in 2007 bij elkaar om een cover te maken van dit nummer. Het werd uitgebracht op 12 maart 2007 en het is het officiële nummer voor Comic Relief in 2007.
Het nummer had zijn première op BBC Radio 1 in The Chris Moyles Show op 31 januari 2007, toen Kimberley Walsh van Girls Aloud en Heidi Range van de Sugababes het nummer persoonlijk hebben geïntroduceerd.